# سیارک ۷۸۹۵
سیارک ۷۸۹۵ (به انگلیسی: 7895 Kaseda، نامگذاری:1995DK1) هفت هزار و هشتصد و نود و پنجمین سیارک کشف شده‌است که در ۲۲ فوریه ۱۹۹۵ کشف شد.
قدر مطلق سیارک برابر ۱۰٫۹۰ است.